# Al Naslaa

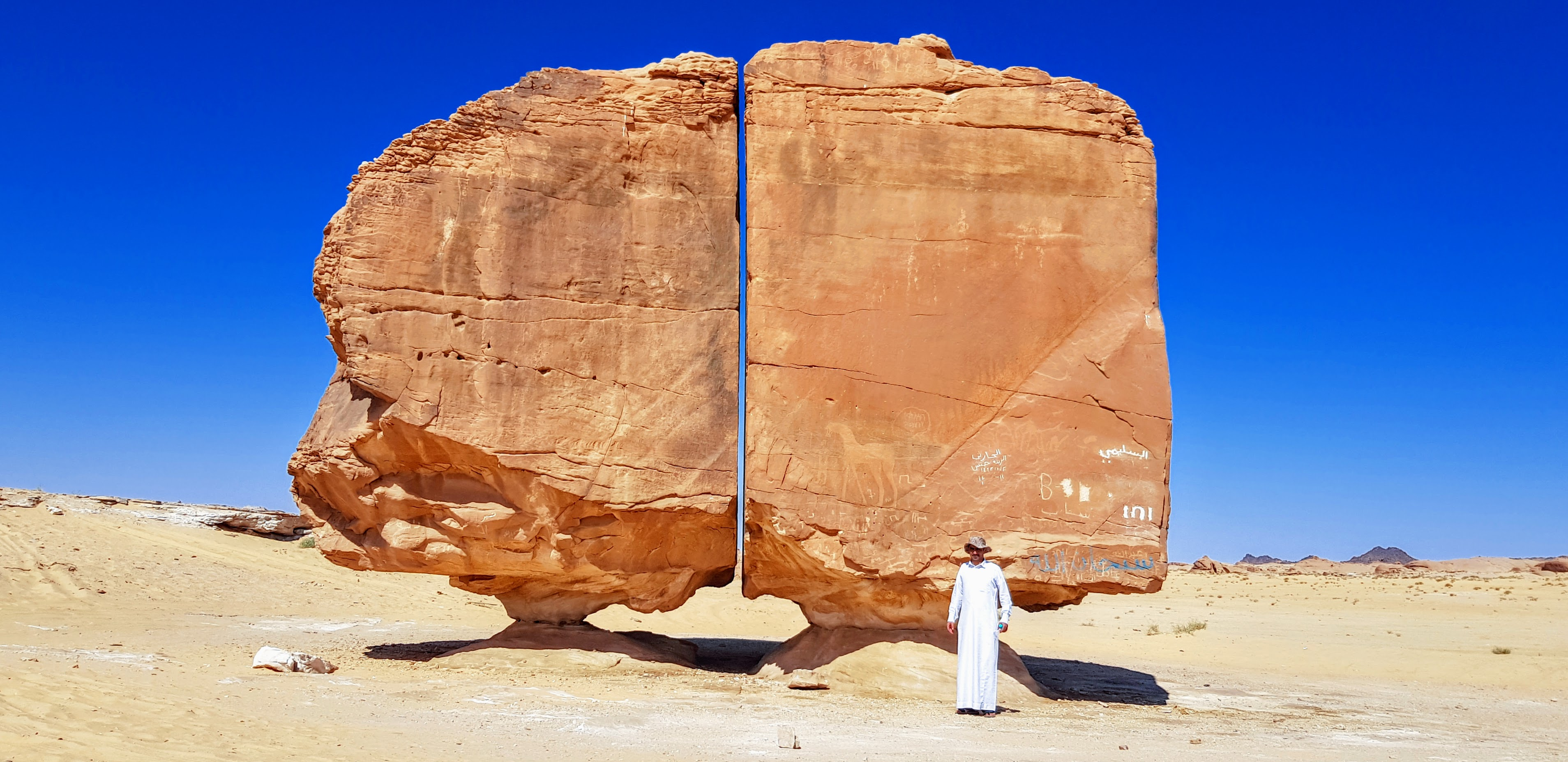
La roccia di Al Naslaa

Al Naslaa è una formazione rocciosa naturale in pietra arenaria situata circa 50 chilometri a sud dell'oasi di Tayma in Arabia Saudita. 

## Descrizione
La roccia è alta oltre 6 metri e larga 9, ed è famosa per il fatto di essere divisa in due da una fessura verticale molto regolare. Ognuna delle due metà si trova su una sorta di piedistallo che la tiene sollevata dal terreno.

Sul lato sud della roccia sono presenti alcuni petroglifi, tra cui un uomo che tiene un cavallo per le briglie.
Sono state formulate diverse ipotesi sulla formazione della spaccatura. Secondo una di esse la roccia si troverebbe in corrispondenza di una linea di faglia i cui due lati, spostandosi, hanno spaccato la roccia in corrispondenza di un suo giunto. Il vento e la sabbia avrebbero poi eroso il masso di arenaria, allargando la fessura fino a farle raggiungere l'aspetto odierno.
Secondo un'altra ipotesi il motivo all'origine della spaccatura sarebbero stati cicli di gelo e disgelo, con il congelamento dell'acqua che si era infiltrata in una fessura esistente. Anche in questo caso gli agenti atmosferici avrebbero poi ulteriormente eroso la roccia, allargando la fenditura.